# Jablanica (Prizren)
Pour les articles homonymes, voir Jablanica.
Jabllanicë en albanais et Jablanica en serbe latin (en serbe cyrillique : Јабланица) est un village du Kosovo situé dans la commune/municipalité de Prizren et dans le district de Prizren/Prizren. Selon le recensement kosovar de 2011, elle compte 351 habitants.

## Histoire
Sur le territoire du village se trouvent les ruines du monastère des Saints-Archanges de Prizren ; ce monastère, construit au XIVe siècle et détruit au XVIe siècle, est aujourd'hui inscrit sur la liste des monuments culturels d'importance exceptionnelle en Serbie et sur celle des monuments culturels du Kosovo.

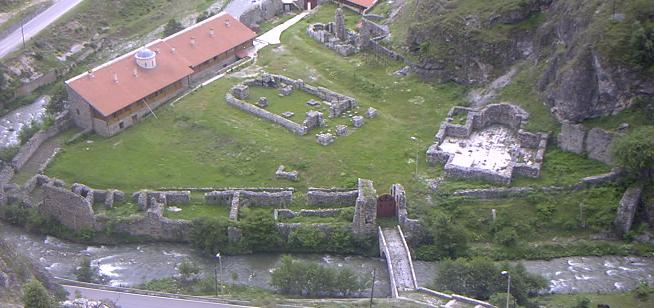
Vue des ruines du monastère des Saints-Archanges

## Démographie

### Évolution historique de la population dans la localité
| 1948 | 1953 | 1961 | 1971 | 1981 | 1991 | 2011 |
| ---- | ---- | ---- | ---- | ---- | ---- | ---- |
| 638  | 717  | 789  | 989  | 796  | 705  | 351  |

|  |

### Répartition de la population par nationalités (2011)
En 2011, les Bosniaques représentaient 98,58 % de la population.